# کاترین جوستن
کاترین جوستن (انگلیسی: Kathryn Joosten; ۲۰ دسامبر ۱۹۳۹ – ۲ ژوئن ۲۰۱۲) یک هنرپیشه، و پرستار اهل ایالات متحده آمریکا بود. وی بین سال‌های ۱۹۸۲ تا ۲۰۱۲ میلادی فعالیت می‌کرد.
وی همچنین برنده جوایزی همچون جایزه امی شده‌است.
از فیلم‌هایی که وی در آن نقش داشته‌است می‌توان به مهمانان ناخوانده عروسی، داستان‌های زمان خواب و ریل‌ها و پیوندها اشاره کرد.